# Orthotylus ochrotrichus
Orthotylus ochrotrichus is een wants uit de familie van de blindwantsen (Miridae). De soort werd het eerst wetenschappelijk beschreven door Franz Xaver Fieber in 1864.

## Uiterlijk
De redelijk langwerpige blindwants is als volwassen dier altijd langvleugelig, heeft enigszins doorzichtige voorvleugels, en kan 4,5 tot 5,5 mm lang worden. De lichtgroene wants heeft een dunne lichte beharing. Het doorzichtige gedeelte van de voorvleugels is lichtgrijzig met groene aders. De steeksnuit (rostrum) wordt normaliter onder het lichaam gehouden en reikt dan tot de achterste heupen. De pootjes zijn geheel groen, de antennes geelgroen. Veel van de groene Nederlandse Orthotylus-soorten lijken op elkaar. Soms kan de waardplant uitsluitsel geven over de exacte soort, soms kan naar de lengte van de steeksnuit worden gekeken. Orthotylus ochrotrichus lijkt vooral zeer veel op Orthotylus prasinus maar die is meer blauwgroen van kleur en heeft iets kortere antennes.

## Leefwijze
De wants overwintert als eitje en de soort kent een enkele generatie per jaar. Als de wantsen in juni volwassen zijn kunnen ze waargenomen worden langs bosranden op loofbomen zoals eik (Quercus) en iep (Ulmus) waar ze naast het sap van de boom ook leven van spintmijten en bladluizen.

## Leefgebied
De soort is in Nederland zeer zeldzaam. Oorspronkelijk komt de soort voor langs de Atlantische kust, in Marokko en de wants is ook geïntroduceerd in Noord-Amerika. In 2008 is de soort in Nederland voor het eerst gevonden maar het is onduidelijk of er ooit een levensvatbare populatie in Nederland is geweest.